# 이한섭
이한섭(李漢燮, 1966년 4월 30일~)은 대한민국의 전 양궁 선수이다.
해운대중학교 졸업. 해운대고등학교 졸업. 동서대학교 졸업. 1988년 서울 올림픽 남자 양궁 단체전 금메달을 획득했다. 동서대학교 양궁 감독. 부산양궁협회 전무.